# Alexander Michailowitsch Gubin
Alexander Michailowitsch Gubin (russisch Александр Михайлович Губин; * 24. August 1935 in Kirowskoje, Rajon Alapajewsk in der Oblast Swerdlowsk) ist ein früherer sowjetischer Skilangläufer. Er war erster Sowjetischer Meister im Biathlon.

## Leben
Gubin startete für SKA St. Petersburg und war während seiner Sportlerkarriere immer sowohl Langläufer als auch Biathlet. 1958 gewann er den ersten sowjetischen Titel im Einzel beim Biathlon und war von Beginn an Mitglied der sowjetischen Nationalmannschaft. Bei der ersten Biathlon-Weltmeisterschaft 1958 in Saalfelden am Steinernen Meer wurde er mit Wiktor Butakow, Walentin Pschenizyn und Dmitri Sokolow Zweiter beim noch inoffiziellen Staffelwettbewerb hinter der Vertretung aus Schweden, im Einzelwettbewerb erreichte er Platz zehn. Er nahm als Langläufer  an den Olympischen Winterspielen 1960 und 1964 teil. In Squaw Valley startete er im 15-km-Wettbewerb und wurde Fünfzehnter, in Innsbruck platzierte er sich als Vierzehnter im Skimarathon über 50 Kilometer. Für seine sportlichen Leistungen wurde er als Meister des Sports der internationalen Klasse ausgezeichnet.
Gubin schloss eine Trainerausbildung an der Staatlichen Universität für Körperkultur in Leningrad ab. Nach seiner Sportkarriere arbeitete er zunächst als Dozent an der Staatlichen Universität Leningrad, danach an der Militärmedizinischen Akademie S. M. Kirow. Nach dem Ende seines Berufslebens zog er nach Torkowitschi im Rajon Luga.